# 松佩特
松佩特（Sonpeth），是印度马哈拉施特拉邦Parbhani县的一个城镇。总人口13022（2001年）。

## 人口
该地2001年总人口13022人，其中男性6735人，女性6287人；0—6岁人口2117人，其中男1105人，女1012人；识字率60.62%，其中男性为70.87%，女性为49.64%。